# Lycianthes fugax
Lycianthes fugax là loài thực vật có hoa trong họ Cà. Loài này được (Jacq.) Bitter mô tả khoa học đầu tiên năm 1919.